# Valaškovce
Valaškovce ist ein Militärgelände und der Name einer ehemaligen Gemeinde im Okres Humenné, Ostslowakei. Der deckungsgleiche Truppenübungsplatz heißt Kamenica nad Cirochou (nach der gleichnamigen Gemeinde). Valaškovce ist neben Lešť und Záhorie eines von drei Militärgebieten in der Slowakei. Das Militärgebiet ist in drei Katastralgemeinden, namentlich Valaškovce-sever (Nord), Valaškovce-stred (Mitte) und Valaškovce-juh (Süd), unterteilt.
Das Gebiet liegt im Vihorlat und umfasst 119,23 km². Es ist zu 85 % bewaldet, und der mit einer Höhe von 1076 m n.m. höchste Berg des Vihorlatgebirges, welcher ebenfalls Vihorlat heißt, liegt auf dem Gebiet. Der ehemalige Ortskern liegt 15 km östlich der Stadt Humenné. 
Die ehemalige Gemeinde (der bis 1918 benutzte ungarische Name war Pásztorhegy) wurde um 1630 gegründet und 1635 zum ersten Mal erwähnt. Die Einwohner der Gemeinde, die zu dieser Zeit 49 Häuser hatten, wurden 1937 zwangsgeräumt und die Gemeinde aufgelöst, um Platz für einen Truppenübungsplatz zu schaffen. Die Mehrheit der Einwohner siedelte sich in Nové Valaškovce, einem Ortsteil von Humenné, an. Schließlich wurde das Gebiet zum 1. Februar 1952 zum Militärgelände erklärt, welches das ganze Katastralgebiet von Valaškovce und Teile der Katastralgebiete weiterer 13 Gemeinden umfasst.
Von der ehemaligen Gemeinde sind nur die Kirche, ein Friedhof und einige Gärten erhalten geblieben.
Das Militärgelände wird bis heute aktiv benutzt, eine Auflösung ist in der näheren Zukunft nicht geplant.
Nach der Novellierung des Gesetzes 281/1997 über Militärgebiete mit Geltung ab dem 1. Juli 2012 wurden bisherige Gebietssperren gemildert und seither kann die Öffentlichkeit mit einigen Beschränkungen das Militärgebiet ohne Genehmigung des Verteidigungsministeriums besuchen. Wenn Truppenübungen stattfinden, gelten temporäre Eintrittsverbote, weiter ist ein abgegrenztes Gebiet in der Katastralgemeinde Valaškovce-sever dauerhaft gesperrt. Genaue Karten, Regeln sowie Zeiten können auf Seiten des slowakischen Verteidigungsministeriums abgerufen werden.